# Milpas Viejas
Milpas Viejas är en ort i kommunen Temascaltepec i delstaten Mexiko i Mexiko. Samhället hade 220 invånare vid folkräkningen 2020.